# 文化鬥爭

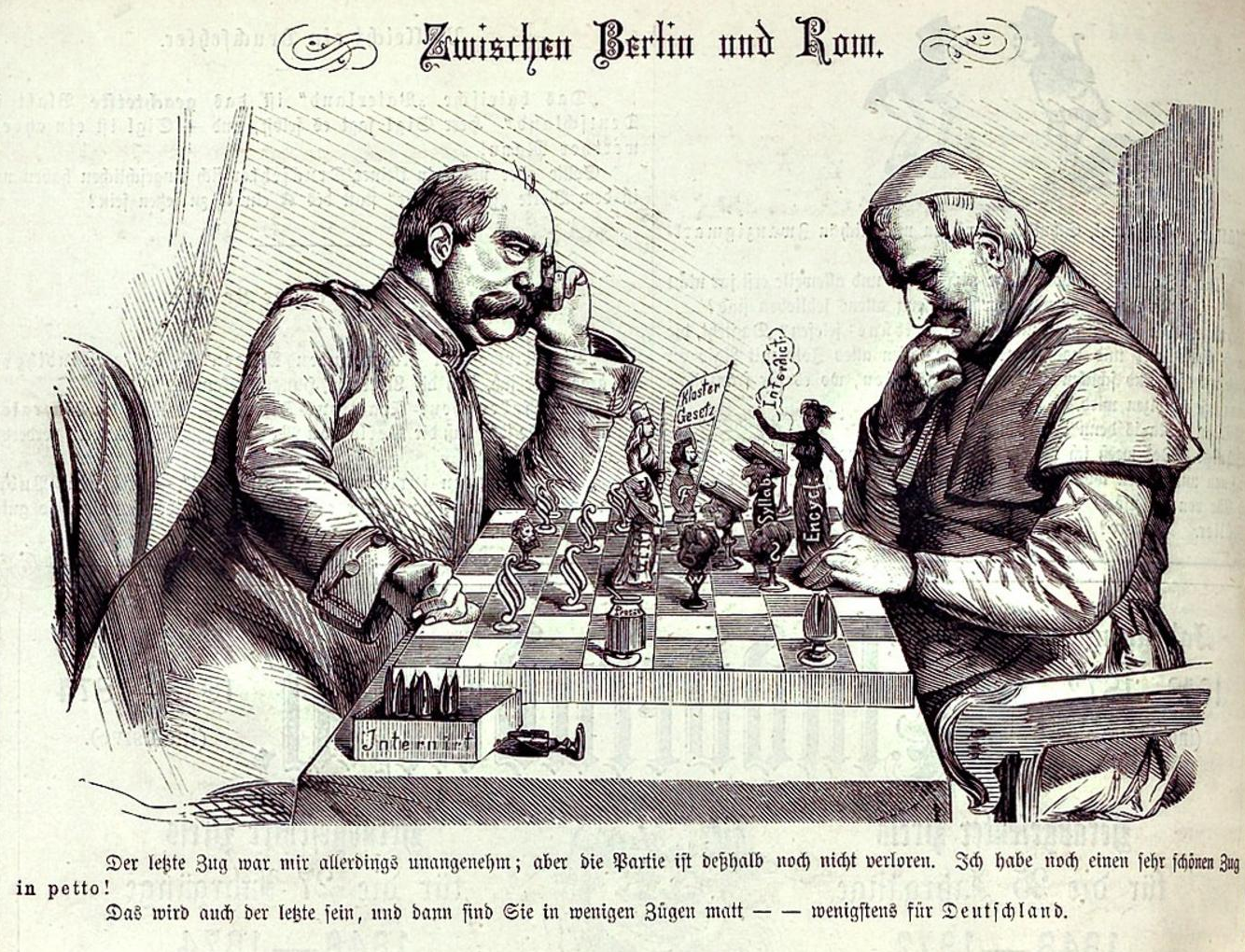
德國諷刺報刊《喧聲》的一幅政治漫畫描繪當時文化鬥爭的情況，圖中兩人分別為教宗庇護九世（右）與俾斯麥。教宗：「無可否認，最後此舉讓我不愉快，但我沒有在這次鬥爭中輸掉；我還有一步非常漂亮的秘招。」俾斯麥：「這也將是最後一步，然後你會在幾個回合內被將死──至少在德國。」

文化鬥爭（德語：Kulturkampf）是指普魯士王國與天主教會在1870年代的政治角力。 當時普魯士王國首相奥托·冯·俾斯麦於1871年到1878年所頒布的政策，旨在減少天主教會對普魯士的影響和權力。該政策最終失敗告吹。

## 历史
俾斯麦作为坚定的新教信徒，从未完全相信天主教徒对德意志帝国的忠诚度。此前，教宗無謬誤在梵蒂岡第一屆大公會議中由教宗庇護九世正式颁布为天主教教义，使得德国天主教徒内部产生分裂，也引来的普鲁士政府的干涉。德国政府认为天主教会在德国东方激起波兰民族主义情绪。德国天主教徒支持教廷的行为也使俾斯麦对天主教徒产生了怀疑。天主教徒此前在1870年成立了德国中央党，不信任新教为主体的普鲁士在德国内的主导地位，也经常反对俾斯麦的政策。
由1871年至1876年，普鲁士政府颁布了一系列政策，旨在削弱天主教会的势力。政策包括对神职人员的教育背景提出要求并进行考核、禁止耶稣会的工作、将教育和婚姻世俗化（即取消教会主导的制度）等。一部分没有遵守此些政策的天主教神父和主教被驱逐出境或监禁。但文化斗争反而使天主教徒更加团结。在 1874 年的选举中，中央党的得票数反而增加了一倍。至1870年代后期，俾斯麦开始倾向于保守主义和贸易保护主义而非自由主义，并逐渐结束了文化斗争、修改了部分针对天主教会的法律。
有学者认为，文化斗争造就了德国中央党，并使其成为了此后数十年在德国政坛上不可轻视的势力。甚至二战后的德国基督教民主联盟也深受德国中央党影响。

## 另見
- 文化戰爭
- 費里法
- 宗教自由

## 資料來源
1. ↑  David Blackbourn. . Oxford University Press. 1997: 262.
2. 1 2 3  Britannica, The Editors of Encyclopaedia. "Kulturkampf". Encyclopedia Britannica, 25 Feb. 2013, https://www.britannica.com/event/Kulturkampf. Accessed 30 April 2021.
3. 1 2 3 4 5 6  Fulbrook, Mary. A concise history of Germany. Cambridge University Press, 2019.

## 外部連結
- . . 1913., detailed article by Martin Spahn, written in 1910.
- . . 1905.
- “Bismarck’s Failure: the Kulturkampf” （页面存档备份，存于） long description
- Founding Manifesto of the Protestant League (1887); Statistics on Membership (1887-1913) (English trasnslation) （页面存档备份，存于） a German anti-Catholic propaganda organization that became active after the Kulturkampf
- Bismarck’s Domestic Polices 1871 -1890 （页面存档备份，存于） Kulturkampf in the context of Bismarck's entire domestic policies, by a head of history at Catholic University School in Dublin
- Kulturkampf Now and Then 13-paged essay in pdf by a Professor of the United States Air Force Academy
- Ludwig Windthorst Speaks in the Prussian Parliament (1873) （页面存档备份，存于） speech of Ludwig Windthorst following its analysis
- Bismarck on the purpose of the Kulturkampf （页面存档备份，存于） Speech in the Prussian House of Lords, March 10, 1873
- Kulturkampf: Bibliography by （页面存档备份，存于） LitDok East-Central Europe Herder-Institut (Marburg)